# 한국-여진 국경 분쟁

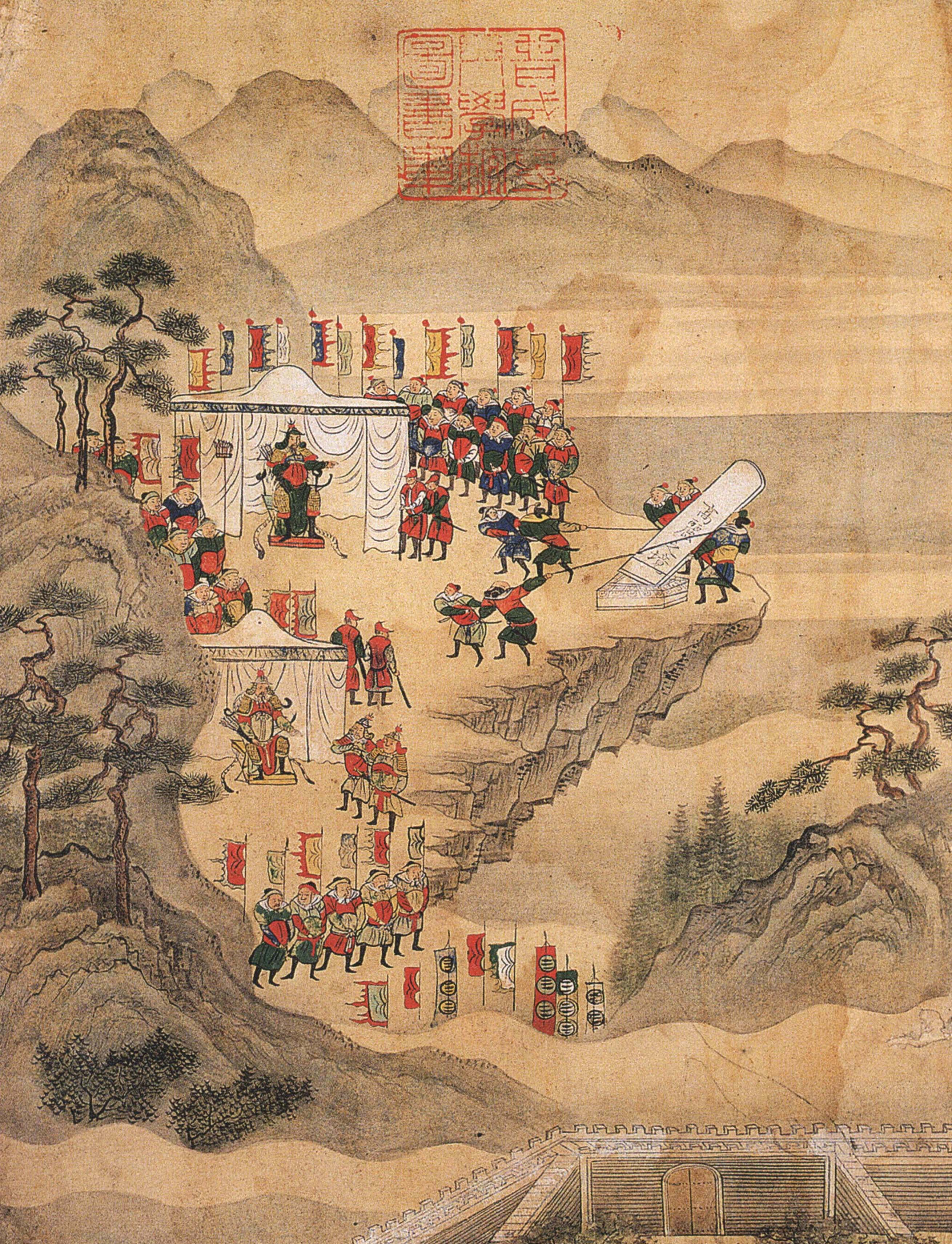

한국-여진 국경 분쟁은 10세기부터 17세기까지 고려 및 조선과 여진 사이에 일어난 일련의 갈등이다.

## 배경
993년 요나라와 고려 국경 사이의 땅은 말썽 많은 여진족들이 차지했으나, 고려 외교관 서희는 과거 고려의 전신 고구려에 속했다며 요나라와 협상하여 압록강까지의 땅을 획득할 수 있었다.
고려의 합병 대상이었던 압록강과 대동강 사이 지역에는 발해 잔존자들과 여진족과 같은 잡족들이 살고 있었다.

## 고려시대
압록강 유역의 여진족은 왕건 때부터 고려의 지류로서 후삼국시대 전쟁 때 그들을 불렀으나, 여진족은 요나라와 고려 사이의 긴장을 틈타 여러 차례 충성을 바꾸었다. 고려의 국경 안보에 잠재적인 위협이 될 수 있는 여진족은 당시 중국 질서의 관습이었던 호화로운 선물을 기대하면서 고려 조정에 경의를 표했다.

## 조선시대
조선 사람들은 강력한 수단과 유인책을 모두 동원하여 여진족을 상대하려 했다. 때로는 직위와 학위를 달래기 위해 군대를 파견하기도 하고, 여진족의 부족한 식량을 보충하기 위해 조선 농작물용 모피를 팔도록 허용하기도 했다. 이지란의 권유와 본보기를 시작으로 한국인과의 결혼을 통해 여진족을 한국에 통합시키려는 시도가 시작되었다. 조공 관계와 선물 및 문화적 적응에도 불구하고 많은 여진족은 한 해는 복종하다가 다음 해에는 반항했다. 1400년대에 명영락제는 여진족을 한국의 영향력에서 몰아내고 대신 중국이 그들을 지배하게 하려고 결심했다.
여진의 핵심 지도자 먼터무는 오돌리여진의 수장으로 태조 시절부터 고려 국경장수 시절부터 조선 태조 (조선)의 신하라고 주장하고 따르기도 했던 인물이다. 맹테무의 가족을 먹여 살리고 가난한 청년 시절에 그가 살 수 있는 땅을 제공했기 때문에 전쟁에 참여했다. 먼터무는 명나라의 제의를 거부하라는 조선의 요청을 받았지만 1412년 먼터무가 망하고 명나라에 복종한 이후로 성공하지 못했다.
세종대왕이 이끄는 조선은 여진족을 상대로 군사작전을 벌여 오돌리족, 마올리족, 우디게족을 물리치고 함경도를 장악했다. 이는 1450년경 이 지역에 여러 국경 요새가 세워졌을 때 한국의 현대 국경을 형성했다.

## 여파
원래 명나라의 가신이었던 누르하치는 건주족, 해희족, 야여진족 등 여진족을 통일하기 위해 노력했다. 그는 1590년대 임진왜란 당시 일본군에 맞서 싸우기 위해 명나라에 건주 여진군을 한국에 파병할 것을 제안했다. 누르하치는 이 메시지를 조선에 보내지 않고 오직 명에게만 보냈기 때문에 명나라는 여전히 누르하치의 대군주로 완전히 인정받았다. 일본에 맞서 싸우겠다는 누르하치의 제안은 한국인들의 불안으로 인해 거부되었지만 명나라는 누르하치에게 다른 여진 지도자와 함께 용호장군이라는 칭호를 수여했다.
누르하치는 나중에 후금 왕조를 세웠고 1618년 칠고로 명나라의 지배권을 공개적으로 포기했다. 누르하치의 조카 아민이 이끄는 3만명의 여진군은 1627년 후금 조선침략 당시 조선의 방어선을 무너뜨렸다. 후금과의 형제관계'를 맺는다. 1636년, 누르하치의 아들이자 청 황제 홍타이지는 조선 인조의 반여진 정책을 고집하자 조선에 토벌대를 파견했다. 패배한 조선은 명과의 관계를 끊고 중국제국의 조공제도에 따라 청을 종주국으로 인정했다.

## 같이 보기
- 고려-거란 전쟁
- 고려-몽골 전쟁